# Amm
Amm, arabiska عمْ, var en mångud som dyrkades i det forntida Qataban, ett kungarike i Sydarabien och sågs som något av en nationalgud. Befolkningen i kungariket kallade sig Banu Amm, eller bnw ’m i betydelsen "Amms barn". 'Amm tillbads också som vädergud med blixtar som attribut. Hans gemål var fruktbarhetsgudinnan Ashera och han tjänades av rättvisans gud Anbay.
1898 förde orientalisten Carlo Landberg med sig nästan 100 fragment av religiösa klippinskriptioner till Amms ära från Jemen till sin villatomt i Saltsjöbaden, där han lät göra ett dekorativt stenparti av dem. De förvaras nu i Medelhavsmuseet.